# توم مكنمارا (عمدة)
توم مكنمارا (بالإنجليزية: Thomas McNamara)‏ هو عمدة أمريكي، ولد في 29 مارس 1983 في روكفورد في الولايات المتحدة.